# 罗苏河
罗苏河，位于中国贵州省罗甸县西南部，是西江红水河段左岸支流，发源于罗甸县纳坪乡新龙堡，东南流至红水河镇八羊注入红水河。河长29千米，流域面积298平方千米。罗苏河河道十分弯曲，河谷深切狭窄。